# Andrzej Poppe
Andrzej Poppe (Wołomin, 12 luglio 1926 – Varsavia, 31 gennaio 2019) è stato uno storico e bizantinista polacco, specializzato nella storia medievale della Rus' e nei rapporti tra bizantini e ruteni. Fu membro del consiglio scientifico del Giornale storico ucraino (Український історичний журнал).

## Biografia
Era originario delle regioni orientali. Durante la Seconda guerra mondiale si arruolò nell'Armia Krajowa, l'esercito polacco di resistenza al nazismo. Fu arrestato e durante gli anni dal 1944 al 1946 lavorò come minatore in Unione Sovietica. In seguito dal 1946 al 1947 fu pianificatore al lanificio statale di Ozorków. Prestò servizio militare dal 1947 al 1949. Fu studente alla scuola preparatoria universitaria di Łódź dal 1949 al 1950. Nel 1955 conseguì la laurea in storia all'Università di Varsavia. Nel 1960 ebbe il dottorato con la tesi Legenda o Borysie i Glebie na tle Historiografii staroruskiej XI w. ("La leggenda di Boris e Gleb nel quadro della storiografia della Rus' dell'XI secolo") con il relatore Aleksander Gieysztor; conseguì l'abilitazione nel 1969. Nel 1987 divenne professore associato, nel 1992 professore ordinario. 
Dal 1955 al 1959 fu assistente dell'Istituto di storia della cultura materiale dell'Accademia polacca delle scienze. Dal 1959 fu incaricato dell'Istituto di Storia dell'Università di Varsavia come assistente senior, nel 1961 divenne assistente alla cattedra di Storia della Polonia fino al XVIII secolo. Dal 1969 fu docente di Fondamenti della storia dei popoli dell'Unione Sovietica e dell'area slava e di Fondamenti delle discipline ausiliarie della storia. Fu visiting professor a Mosca (1976), a Münster (1978–1979), a Francoforte sul Meno (1983), all'Università della California - Los Angeles (1986), a Heidelberg (1992), a Monaco di Baviera (1995), a Kyoto (1998), fu Dumbarton Oaks fellow all'Università di Harvard nel 1973–1974 e nel 1985–1986, All Souls College fellow all'Università di Oxford nel 1988. I suoi articoli furono pubblicati sulle riviste scientifiche Byzantinorossica e Harvard Ukrainian Studies. Fu autore di voci del Słownik starożytności słowiańskich ("Dizionario di antichità slave"), e dell'Oxford Dictionary of Byzantium. Sua moglie è la storica Danuta Poppe, nata nel 1932. Hieronim Grala e Adrian Jusupović sono stati suoi allievi.

## Opere scelte
- Materiały do słownika terminów budownictwa staroruskiego X–XV w., Wrocław, Zakład Narodowy im. Ossolińskich Wydawnictwo PAN, 1962.
- Materiały do dziejów tkaniny staroruskiej: terminologia źródeł pisanych, Wrocław, Zakład Narodowy im. Ossolińskich Wydawnictwo PAN, 1965.
- Państwo i kościół na Rusi w XI wieku, Warszawa, Państwowe Wydawnictwo Naukowe, 1968
- The Rise of Christian Russia, London, Variorum Reprints 1982. Collected Studies 157.
- Kak byla kreŝena Rus', Moskva, Izdat. političeskoj literatury, 1988.
- Kak byla kreŝena Rus', Moskva, Izdat. političeskoj literatury, 1989.